# セーチェーニ鎖橋
セーチェーニ鎖橋（セーチェーニくさりばし、セーチェーニ・ラーンツヒード、Széchenyi Lánchíd [ˈse̝ːt͡ʃe̝ːɲiˌlɑ̈ːnt͡s(h)iːd]）は、ハンガリーの首都ブダペストに架かる吊り橋である。全長380メートル。ブダペスト市内のドナウ川沿岸で最初に架かった恒常的な橋であり、西岸のブダ地区と東岸のペシュト地区（ペスト地区）を結んでいる。単に鎖橋とも呼ばれる。
イングランドの技師ウィリアム・ティアニー・クラーク（William Tierney Clark）が設計し、建設はスコットランドのアダム・クラーク（のちハンガリーに帰化してクラーク・アーダーム、Clark Ádám）の監督とハンガリー人セーチェーニ・イシュトヴァーン伯爵の支援のもとでなされた。
橋の両側は彼らの名前を冠したセーチェーニ・イシュトヴァーン広場（Széchenyi István tér, 旧ルーズヴェルト広場 Roosevelt tér）とクラーク・アーダーム広場 （Clark Ádám tér）になっている。クラーク・アーダーム広場はハンガリー国内の道路の0キロメートル点となっており、原標 (Zero Kilometer Stone) が設置されている。

## 歴史

### 前史
ブダとペシュトはドナウ川を挟んで発展した町で、それらを結ぶ橋を建設しようという試みは15世紀初頭以来、何度も見られたが、いずれも成功しなかった。
恒常的な橋の代わりに使われていたのは、並べた舟の上に橋を渡す「舟橋」や、一種のフェリーを利用する「飛び橋」などであったが、いずれも冬場になると押し寄せる氷を避けるために解体された。そのかわり、その時期にはやがて凍った川を渡れるようになるので、それが橋の代わりになった。

### 橋の建設にいたる動き
19世紀になると伯爵セーチェーニ・イシュトヴァーンが恒常的な橋の建設を本格的に検討するようになる。彼が恒常的な橋の必要を痛感したのは、1820年のことだったとされている。その年の12月に父の訃報を受け取ったセーチェーニは、急いで駆けつけようと川を渡ろうとしたが、舟橋などはすでに解体されていた。その一方で、まだ川の上を歩けるほどには凍結しておらず、氷を避けて向こう岸に届けてくれる渡し守を手配するのに時間がかかった。彼はこのときの経験から、恒常的な橋の重要性を認識するようになった。
セーチェーニ・イシュトヴァーンは1832年2月10日に「ブダペシュト橋同盟」を発足させ、構想の実現に向けて動き出した。「ブダペシュト」（ブダペスト）という名称が初めて使われたのは、この団体名だったとされる。同年7月にペシュト県が建設を承認すると、セーチェーニは翌月にヨーロッパにおいて架橋の技術が進んでいたイギリスに赴き、橋の視察を行なった。あわせて、メナイ橋をはじめ、多くの橋に携わった技師トーマス・テルフォードとも会見し、流氷などによって橋脚が押し流されないようにする工夫として、吊橋なら少ない橋脚でも長大な橋を架けられると助言された。

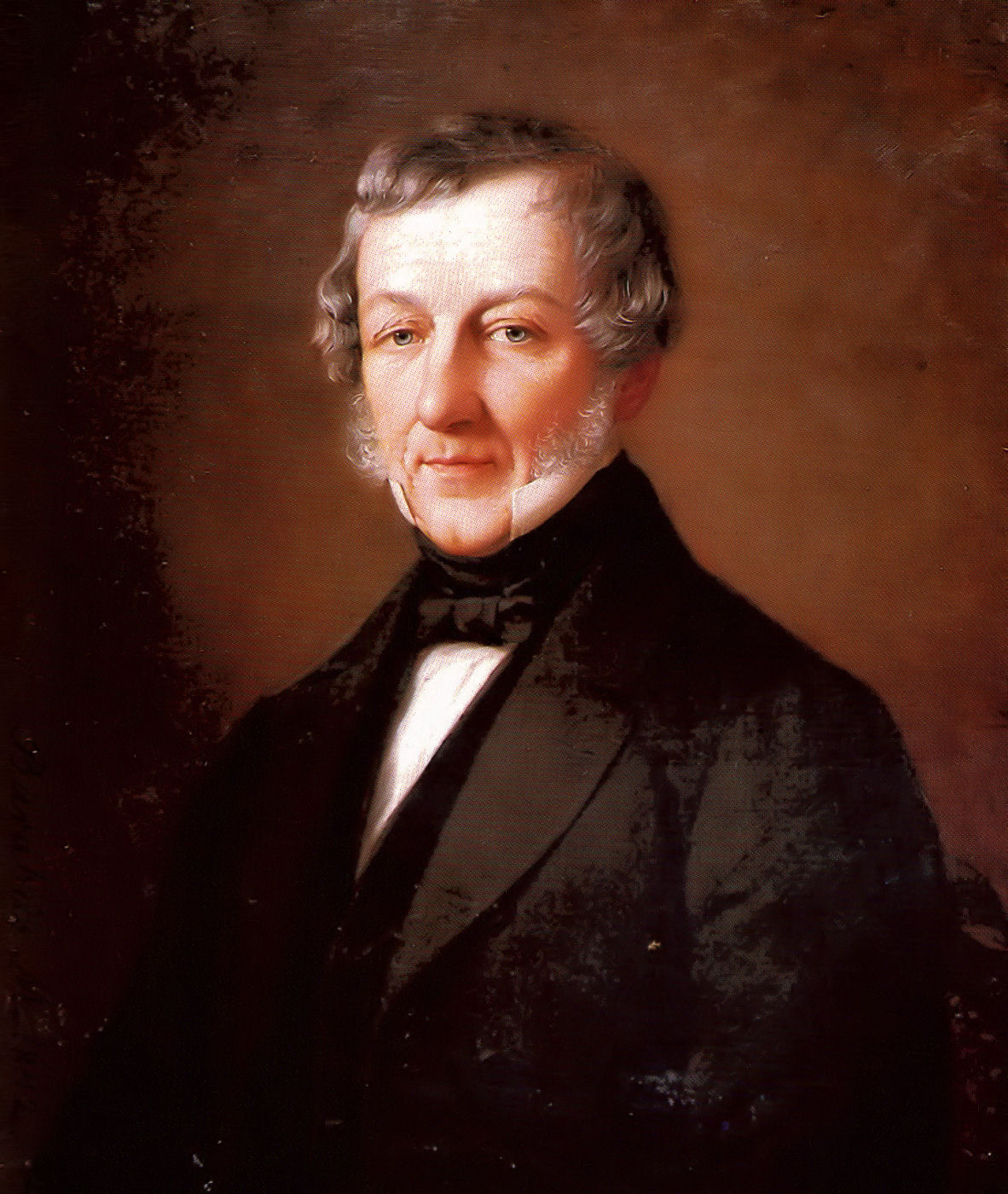
ウィリアム・ティアニー・クラーク

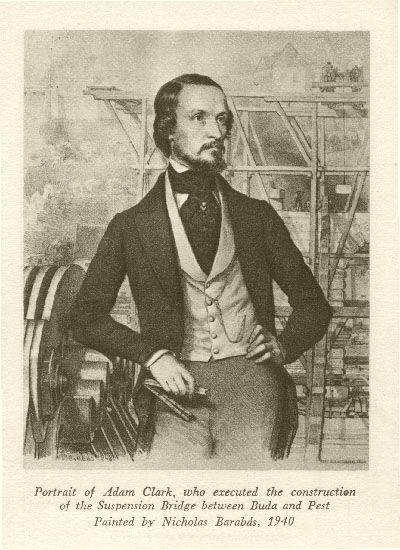
アダム・クラーク

このイギリス視察中に、セーチェーニは技師ウィリアム・ティアニー・クラークとも知り合った。クラークはマーロウ橋をはじめとして、複数のチェーン吊橋を建設した実績を持っており、その年の10月には最初の計画図をまとめあげた。チェーン吊橋とは、メインケーブルにチェーンを使用する吊橋である。19世紀初頭には、ネックレスチェーンのような鉄輪をつなぎ合わせたリンクチェーンを使った吊橋も複数建設されたが、強度の問題などからあまり建設されなくなっていった。これに対して、上記マーロウ橋などで用いられているチェーンは、アイバー（eyebar）と呼ばれる両端に穴の開いた細長い鉄板をつなぎ合わせて鎖状にしたアイバーチェーンで、自転車のチェーンなどに近いとも言われる。セーチェーニ鎖橋で採用されたのも、このアイバーチェーンである。
W. T. クラークは設計はしたものの、実際にはブダペシュトに赴いていた時期は、年間に1、2か月程度と短いものだった。かわりに現地で工事の監督に当たった技師がアダム・クラークである。2人のクラークはかつて兄弟などとされることもあったが、現在では血縁関係自体が否定されている。アダム・クラークは出自も経歴もはっきりしない人物で、様々な説がある。彼はイギリス技術士協会の認定技師ではなかったが、ドナウ川の浚渫用機械の建造に携わったのがきっかけでセーチェーニの知るところとなり、セーチェーニは彼が非認定技師であることを承知の上で、経験豊富さを評価して橋の建設への協力を要請した。
橋の建設には、従来の舟橋や凍結した川を渡る際に通行税を徴収していたブダ市、ペシュト市の当局に根強い反対論があったほか、従来の通行税を免除されていた貴族たちも橋の建設費用を負担するべきかなど、建設費用をめぐる問題もあった。これに関連して、1836年にはウィーンの銀行家ゲオルグ・シナたちが、橋の建設のために株式会社を設立した。

### 最初の橋の完成
1839年には防水堰を建設するなど、実際の建設が始まった。水中での作業にはイギリスから輸入された潜水服などが活用され、花崗岩などはオーストリアから調達された。1842年8月24日には起工式が行われ、1848年3月に起こった三月革命の影響なども受けつつ、橋の建設は続いた。ハンガリーの独立運動に対し、オーストリア兵が橋のアンカレイジを破壊しようとしたが、アダム・クラークの機転もあって、失敗に終わった。かわりにオーストリア兵が橋床の上に置いた爆薬は木造だった橋床の一部を破壊したが、アイバーチェーンは無傷だった。その錬鉄製のチェーンはイギリス製で、1846年秋から1年以上かけて順次ブダペストに搬入されており、1848年3月から実際に架けられ始めていた。この架設作業では終盤に滑車が壊れ、落下したチェーンによる死亡事故なども起こったが、橋は1849年11月20日に完成した。
当初、建設様式から単に「鎖橋」（ラーンツヒード）と呼ばれていたこの橋を「セーチェーニ橋」と名付けようと提案したのは、ハンガリーでの革命で指導的立場にあったコシュート・ラヨシュであった。現在の名前「セーチェーニ鎖橋」は、こうした経緯からついたものだという。しかし、セーチェーニ自身は完成した時点で病気療養中で、結局この橋を見ることも渡ることもないまま歿した。
最初に完成した橋は長さ410ヤード（約375 m）、幅39フィート（約12 m）、高さ海抜36フィート（約11 m）、主塔の高さ160フィート（約48.8 m）であった。完成した時点では世界最長の吊橋だったといわれることもあるが、中央径間（主塔に挟まれた区間）でいえばスイスのフリブールにこれよりも長い橋があった。ただし、セーチェーニ鎖橋については、建設途中の1846年の時点で「世界で最も偉大な吊橋」と評していたアメリカの技師もおり、高く評価されていた。

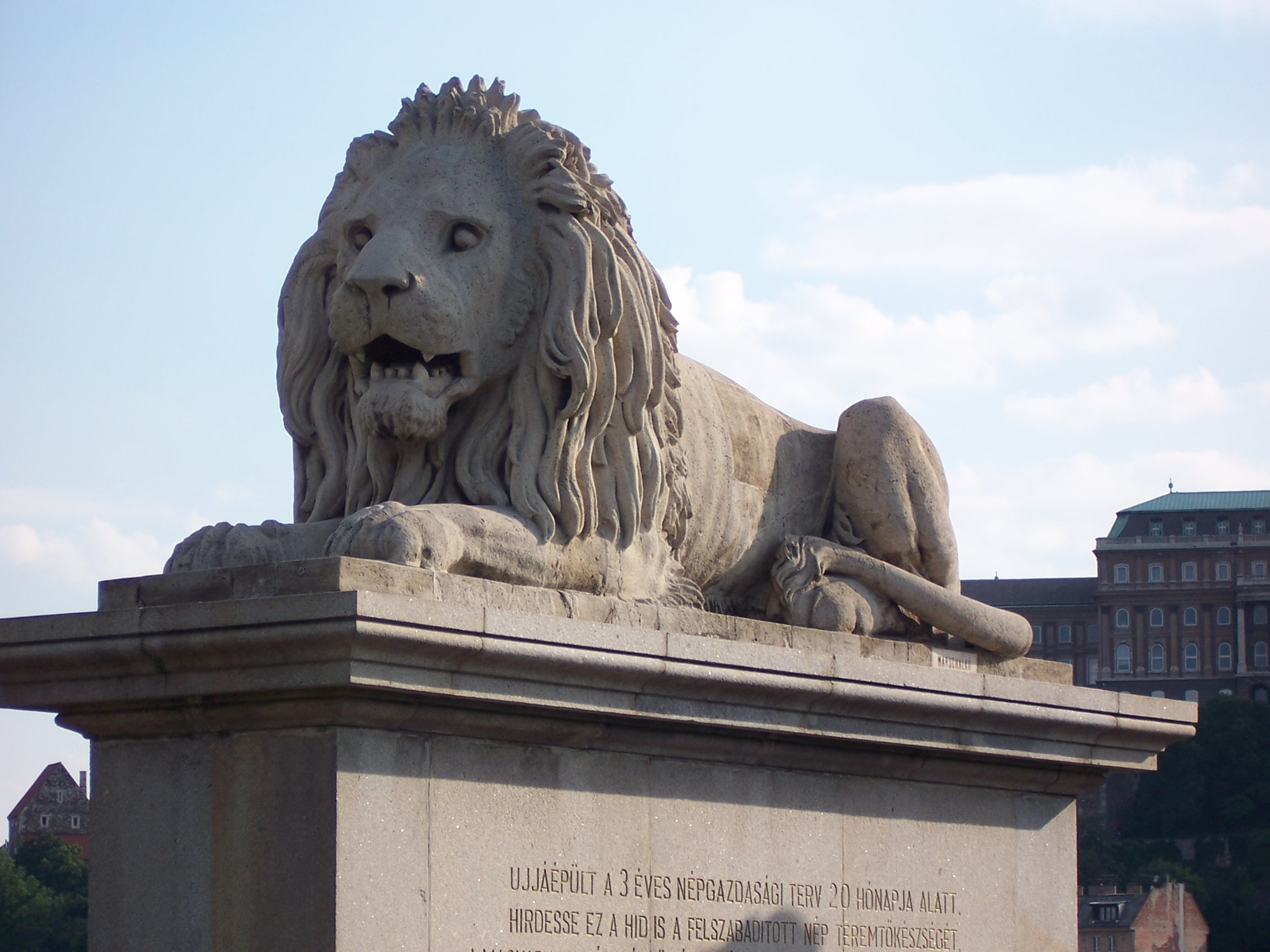
舌がないと言われるライオン像

橋の両側のたもとにあるライオン像（合計4頭）は1852年に設置された。手がけたのは彫刻家のマルシャルコー・ヤーノシュ (Marschalkó János) である。このライオン像に関して、舌がないので除幕式の際に人々が彫刻家をからかい、彫刻家はドナウ川に投身自殺してしまったという逸話がしばしば紹介される。しかし、実際は口の奥に舌はあり、彫刻家はライオンは舌を垂らさないという判断でそのように彫ったのだという。

### 改修と破壊
1870年に橋は国有化された。1877年のブダペスト工科大学の調査で、いくつかの点について改修の必要のあることが分かったが、実際の改修は1913年まで行われなかった。ブダペストではセーチェーニ鎖橋の後、マルギット橋（1876年）、フェレンツ・ヨージェフ橋（1896年）、エルジェーベト橋（1903年）が建造されたが、こうした橋の建造は都市人口の急増に対応するという側面もあった。言い換えると、セーチェーニ鎖橋に代わりうる橋が複数できたことが、橋を何年も閉鎖して抜本的な改修を行うことを可能にしたのである。

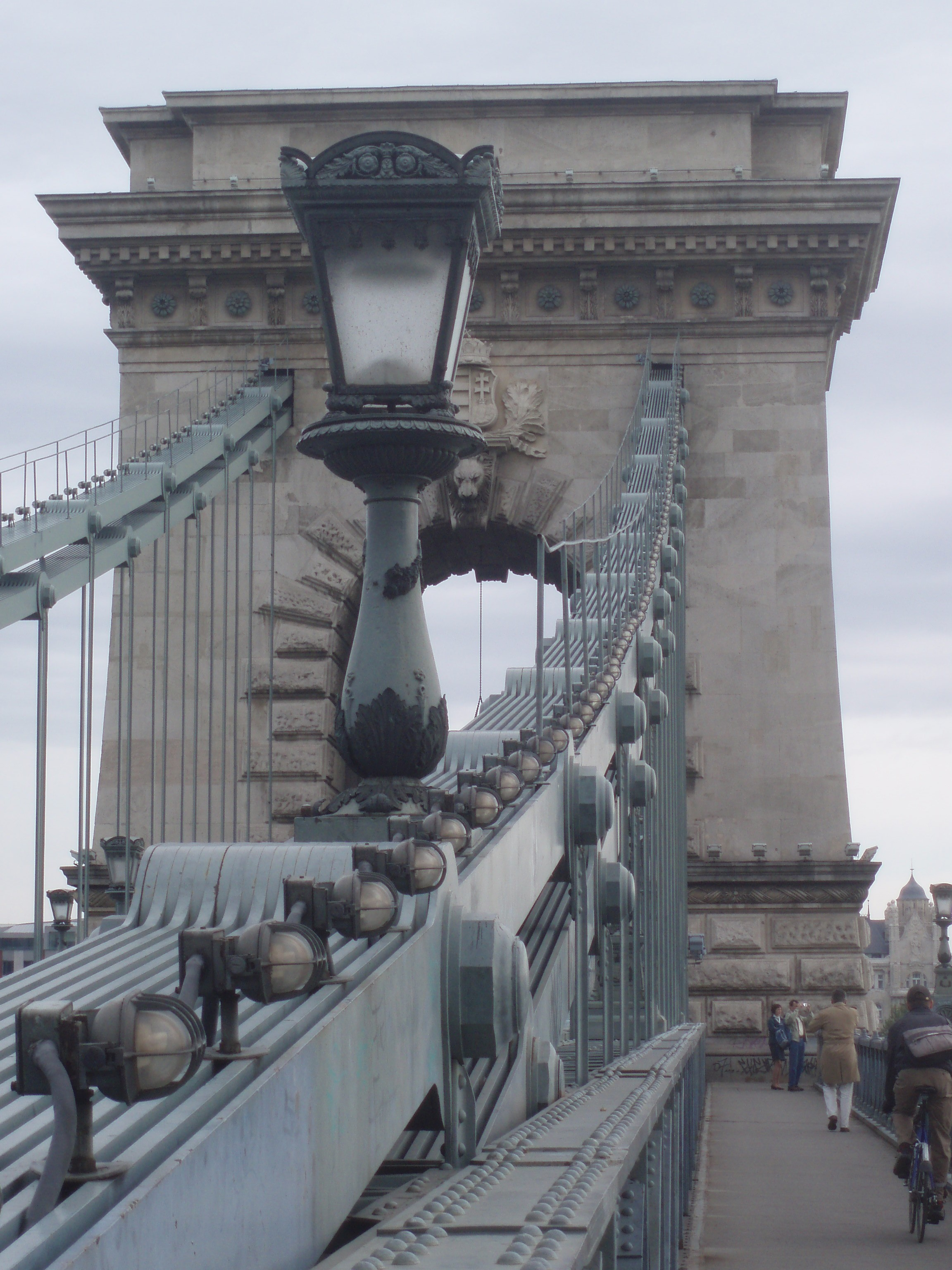
現在の重厚なアイバーチェーンと主塔

チェーン吊橋は19世紀半ばには広く用いられていたが、橋桁のみでなく、かなりの重量になるアイバーチェーン自体も支える必要があることから、より軽量なワイヤーケーブルがメインケーブルに使われるようになると、次第に使われなくなっていった。しかし、セーチェーニ鎖橋の改修を任された技師ベケとガリクは、外観の大幅な変更を禁じられていた。アイバーチェーン吊橋の外観を損ねないようにしつつ、交通量の増大にも対応できるように、チェーン自体の強化が図られた。従来の錬鉄製のアイバーの引張強さが3300 - 3400 kg / cm2 だったのに対し、新しい高張力鋼のアイバーの引張強さは4900 - 5600 kg / cm2 で、アイバーチェーンの長さも倍増した。アイバーチェーンの伸長に伴い、そこからぶら下がる、橋を吊り下げるハンガーの間隔も以前の2倍に当たる3.6 m になった。この工事は1915年11月に終わった。
ブダペストは第二次世界大戦中の1944年3月にドイツ軍によって占領されており、侵攻してきたソ連軍との間で激しい戦闘になった。ドイツ軍は戦略上の理由から、同年12月から市内に架かる橋を次々と破壊し、セーチェーニ鎖橋も1945年1月18日に中央径間が破壊された。

### 再建
セーチェーニ鎖橋は戦後に再建され、開通100周年に当たる1949年11月20日に開通式が行われた。再建にあたっては、以前の姿を復元することはもちろんのこと、河中に落ちた鋼材も可能な限り再利用された。セチィとパロタスという2人の人物の指導によって再建された橋は、その鋼材の55%が再利用されたものだった。
セーチェーニ鎖橋は1987年に「ブダペストのドナウ河岸とブダ城地区」の一部として、ユネスコの世界遺産に登録された（のち拡大されて「ブダペストのドナウ河岸とブダ城地区およびアンドラーシ通り」）。
1989年10月23日には、共産主義体制の終焉を祝う市民たちがこの橋に集まった。
現在のセーチェーニ鎖橋は、ブダペスト市内に架かる橋の中で最も美しいとも言われ、ヨーロッパ全体で見ても特に美しい橋のひとつであるとも言われる。この橋は夜になると美しくライトアップされる。日本語文献では、鎖橋の名の由来を（前記のような構造に基づく由来ではなく）電球が鎖状に連なる美しい装飾によるものと説明している文献も少なからず見られる。
車道と歩道とが存在する橋だが、6月中旬から8月中旬には休日だけ歩行者天国になる。

## ギャラリー

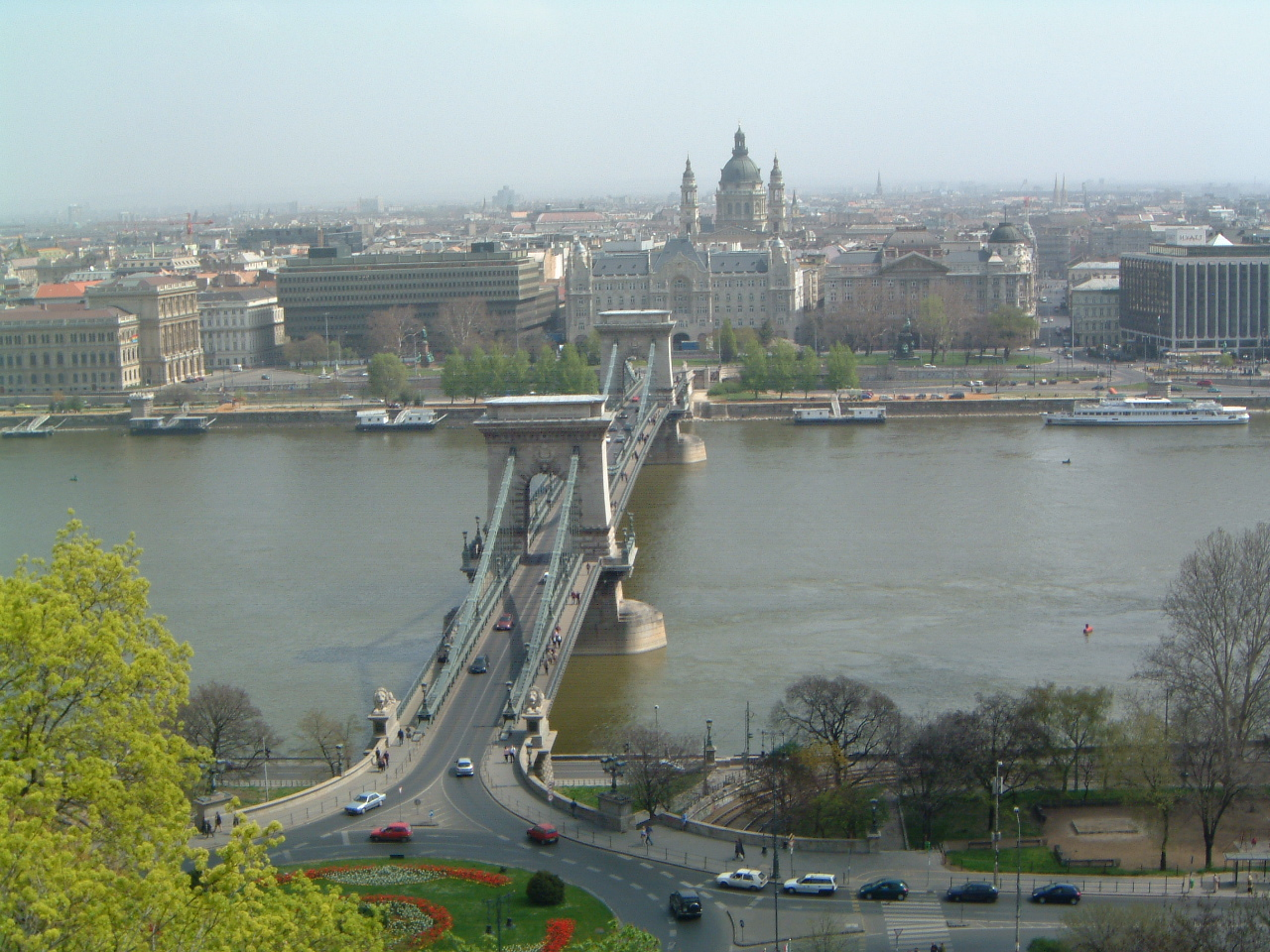
王宮から望む鎖橋
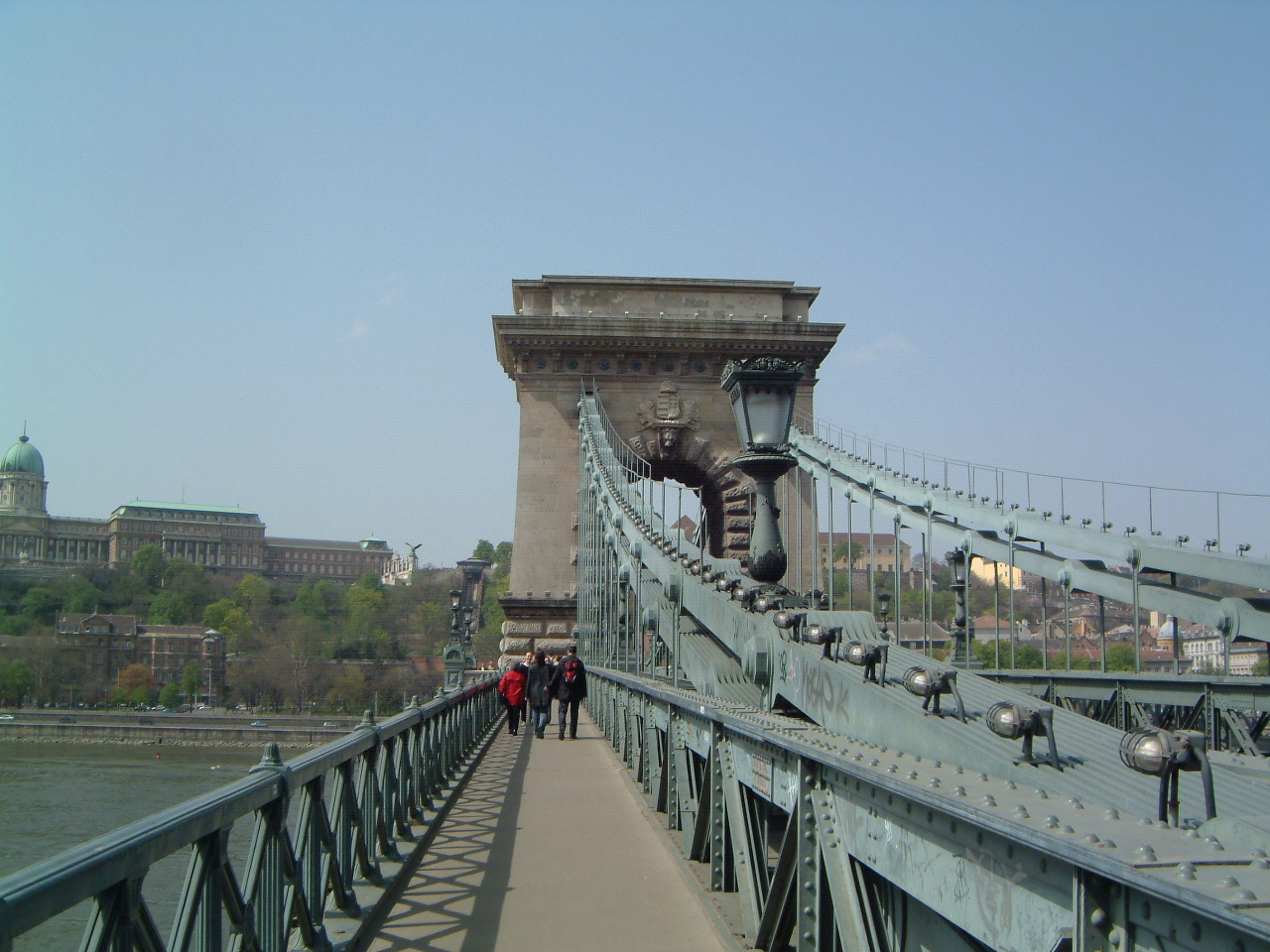
鎖橋の上から
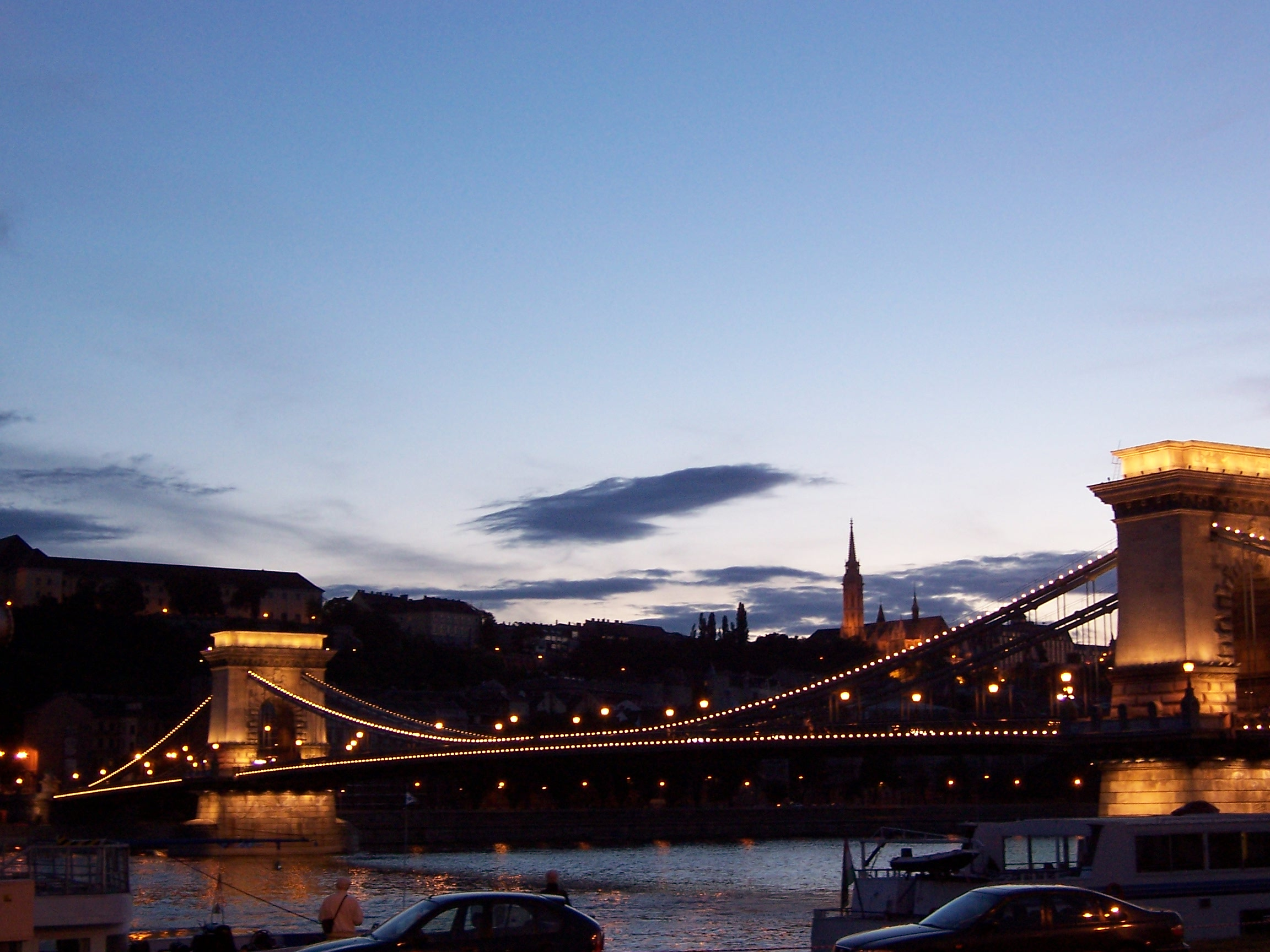
夕暮れの鎖橋
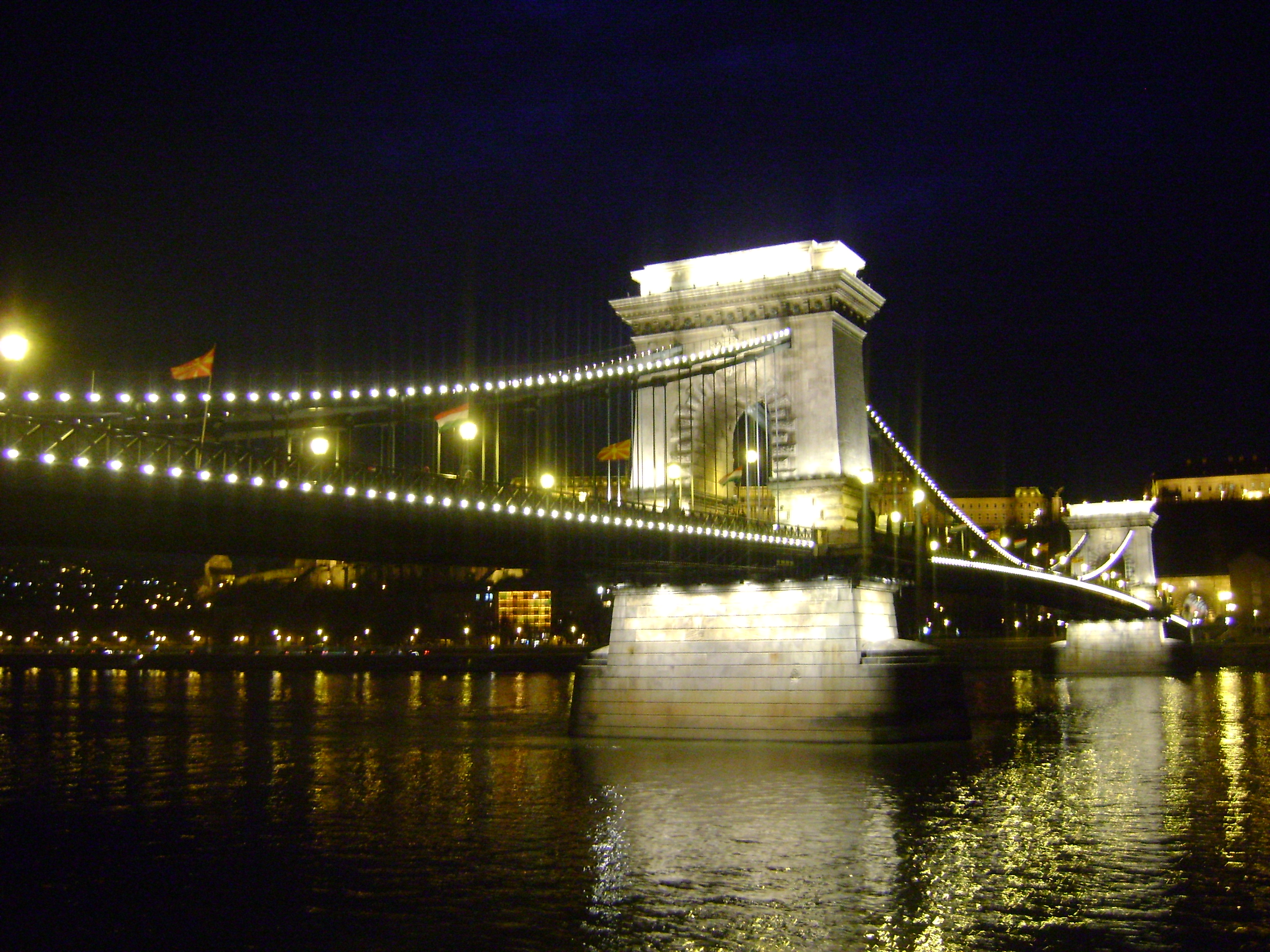
ライトアップされた夜景